# Leptohelia
Leptohelia is een geslacht van neteldieren uit de familie van de Stylasteridae.

## Soorten
- Leptohelia flexibilis Lindner, Cairns & Zibrowius, 2014
- Leptohelia microstylus (Cairns, 1991)